# 唐翼明
唐翼明（1942年—），湖南衡阳市人，中國魏晋文学研究學者。

## 生平
1942年，唐翼明出生在湖南省衡阳市，这也是明末大哲学家王夫之的故乡。父亲唐振楚是中国国民党中央委员会成员，曾经出任蓝山县县长和蒋介石的机要秘书。母亲王德蕙出身世家，大舅和孙中山一起闹革命，是中国国民党最早的中央委员。弟弟唐浩明是曾国藩研究者。妹妹唐漱明在1950年代土地改革运动中因痢疾去世。
1949年，唐振楚和妻子王德蕙跟随中国国民党转战台湾岛，7岁的唐翼明、5岁多的唐漱明和2岁的唐浩明留在大陆，寄养在伯父唐宣祖家。土地改革运动时期，唐宣祖经常被揪出来批斗，从此对三个孩子不闻不问。
1978年考入武汉大学中文系，获古典文学硕士学位，与后来的史学家易中天为同班同学。後就讀於美國哥倫比亞大學，師從夏志清教授，並獲得哲學博士學位。
曾任教於台灣國立政治大學、中國文化大學中文系，現任中國大陆華中師範大學國學院院長。